# Pyramidops major
Pyramidops major is een hooiwagen uit de familie Pyramidopidae.